# Eldridge R. Johnson

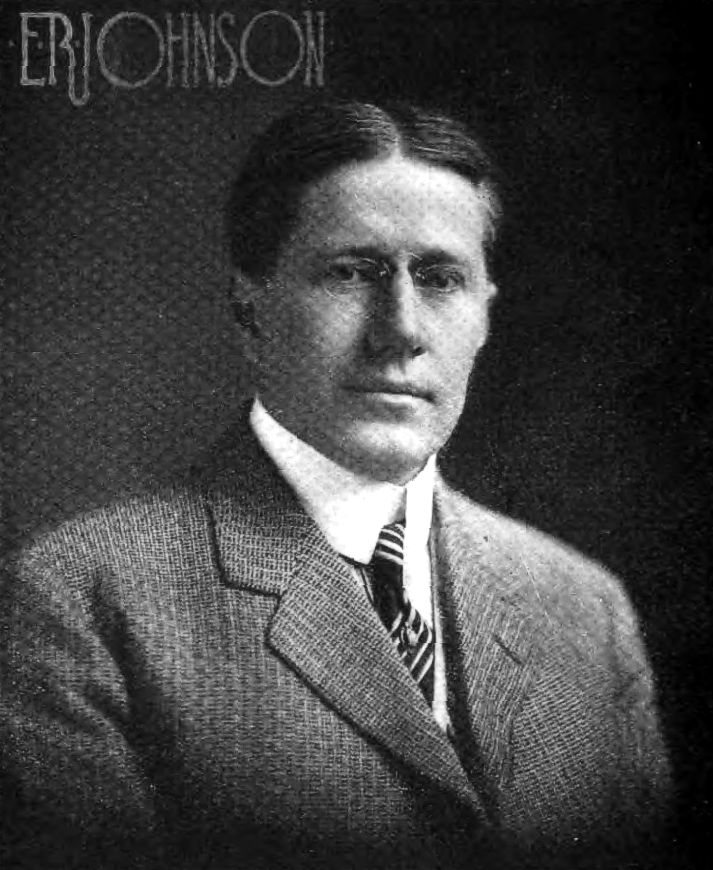
Eldridge R. Johnson, 1910

Eldridge Reeves Johnson (* 6. Februar 1867 in Wilmington, Delaware; † 15. November 1945 in Moorestown, New Jersey) war ein US-amerikanischer Ingenieur und Unternehmer aus Camden City, der in Zusammenarbeit mit Emil Berliner, die Entwicklung der Schellackplatte sowie des dazugehörigen Grammophons vorantrieb. Des Weiteren gründete er gemeinschaftlich mit Berliner am 3. Oktober die Victor Talking Machine Company.

## Biographie

### Scull Machine Shop
Zu Beginn seiner beruflichen Karriere betätigte sich Johnson als Mechaniker in einer kleinen Maschinenfabrik, welche den Namen ihres Gründers, Andrew Scull, trug, der diese als berufliches Startbrett für seinen Sohn John Warwick Scull gründete. Der Scull Machine Shop, zur damaligen Zeit auch firmierend unter Standard Machine Shop, unterhielt seine Geschäftsräume in Camden, New Jersey und bot zum einen die Reparatur von Haushalts- und Landwirtschaftsgeräten an, zum anderen die Konstruktion von mechanischen Gerätschaften zur Anwendung in technischen Bereichen, einhergehend mit dessen Produktion.
Nachdem Johnson dem Unternehmen kurz nach dessen Gründung bereits wieder den Rücken zugekehrt hatte, verstarb im Jahre 1988 Warwik Skull und hinterließ eine nur zum Teil in ihrer Entwicklung fertiggestellte Konstruktion einer Buchbindemaschine. Andrew Skull beschloss infolgedessen Johnson darum zu bitten an den Firmensitz der Gesellschaft zurückzukehren, um von diesem die unvollständig gebliebene Arbeit seines Sohnes zu Ende zubringen zulassen. Johnson gab dem Drängen von Andrew Skull nach und betätigte sich fortan als Projektleiter und Manager, wo es ihm gelang die Planungen der Buchbindemaschine 1890 abzuschließen, sodass mit der Anfertigung der Geräte begonnen werden konnte.
Ein Jahr später 1891, nach einer Reise an die Westküste der Vereinigten Staaten, kehrte Johnson erneut, nunmehr als gleichberechtigter Partner Andrew Skulls, in die Maschinenfabrik zurück, die sich hinsichtlich ihrer Geschäftsziele bezüglich der Buchbindemaschinen in einer Notlage befand. Johnson konstruierte den Apparat zur Herstellung von Büchern von Grund auf neu, mit der Zielsetzung eine Reduzierung des Kaufpreises zu erreichen, in der Hoffnung mit dieser Maßnahme die Verkaufszahlen positiv beeinflussen zu können, bei gleichzeitiger Neukundengewinnung. Letztendlich, mit dem sich einstellenden Erfolg, übernahm Johnson 1894 den Scull Machine Shop in Gänze, um diesen von nun an unter seinem eigenen Namen weiterzuführen.

### Eldridge R. Johnson Manufacturing Company
Johnson wurde von Berliner erstmals bemüht, als es um die Entwicklung und Serienfertigung eines passenden Federwerks für seine Grammophon-Geräte ging. Die Markteinführung erfolgte 1896. Die Neuerungen verhalfen der Produktsparte zu einer enormen Umsatzsteigerung.
Johnson gründete die Firma Victor Talking Machine Company, die nach dem Plattenlabel auch als Victor Records bekannt war. Eines seiner Geräte trug den Namen Victrola. Das Unternehmen ging zu einem späteren Zeitpunkt an RCA. Der Namensbestandteil Victor findet sich noch heute im japanischen Unternehmensnamen von JVC als Kürzel.
Als es zum Streit zwischen Berliner und seinem Vertriebsmann Frank Seaman wegen einer heimlich von diesem aufgebauten Konkurrenzproduktion von Plagiaten  unter der Produktbezeichnung Zonophon kam, die Berliner nach Wunsch von Seaman der Produktion von Johnson hätte vorziehen sollen, ergaben sich intensive juristische Auseinandersetzungen in die teils auch Johnson mithineingezogen wurde.
Schlussendlich konnte der Seiten-Einsteiger Seaman über seine Anwälte eine relativ weitgehende Aufhebung diverser Markenrechte von Berliner durchsetzen. Berliner zog sich um 1900 aus den USA zurück und übertrug zugleich zahlreiche Rechte an Johnson, der diese noch mehrere Jahrzehnte im Rahmen seiner Unternehmungen als Produkte und Marken auf einem phasenweise durchaus mit Wachstum gesegneten Markt weiterführte.
1928 wurde er zum Mitglied der American Philosophical Society gewählt.